# ATC-kod G: Urin- och könsorgan samt könshormoner
ATC-kod G: Urin- och könsorgan samt könshormoner är en del av klassificeringssystemet ATC (Anatomical Therapeutic Chemical Classification System) för läkemedel och vissa andra medicinska produkter. ATC utvecklas av WHO och består av alfanumeriska koder indelade i grupper utifrån anatomi, medicinsk funktion och läkemedelstyp på 5 olika kodnivåer. Denna sida listar innehållet i en specifik grupp på den första nivån.

## G Urin- och könsorgan samt könshormoner
G01 Antiinfektiva och antiseptiska medel för gynekologiskt bruk
G02 Övriga medel för gynekologiskt bruk
G03 Könshormoner
G04 Urologiska medel

### Engelska
- WHO Collaborating Centre for Drug Statistics Methodology - ATC Index
- WHO Collaborating Centre for Drug Statistics Methodology - ATCvet Index

### Svenska
- SIL online
- FASS.se - ATC
- FASS.se - Veterinär-ATC
- Sök läkemedelsfakta - Läkemedelsverket
- Socialstyrelsen : Klassifikationer
- Nationellt produktregister för läkemedel - NPL